# هالي تود
هالي تود (بالإنجليزية: Hallie Todd)‏ هي كاتِبة وممثلة أمريكية، ولدت في 7 يناير 1962 بلوس أنجلوس في الولايات المتحدة.

## أعمال

### أفلام
- (1982) فاست تايمز آت ريدجمونت[4][5]

### مسلسلات
- دامو ستحيل
- موردر

## وصلات خارجية
- هالي تود على موقع IMDb (الإنجليزية)
- هالي تود على موقع ألو سيني (الفرنسية)
- هالي تود على موقع أول موفي (الإنجليزية)
- هالي تود على موقع قاعدة بيانات الأفلام السويدية (السويدية)
- هالي تود على موقع إن إن دي بي (الإنجليزية)
- هالي تود على موقع قاعدة بيانات الفيلم (الإنجليزية)
- هالي تود على موقع كينوبويسك (الروسية)
- هالي تود على موقع كينوبويسك (الروسية)